# Anacleto J. Girón
Tte. Coronel Anacleto J. Girón fue un militar mexicano que participó en la Revolución mexicana. Nació en la localidad de Nuri, Municipio de Rosario de Tesopaco, Sonora. Se incorporó a la Revolución mexicana en 1911 y en 1912 combatió a los rebeldes de Pascual Orozco. En febrero de 1913 desconoció a Victoriano Huerta, pero se alistó hasta septiembre, con el grado de teniente coronel, en las fuerzas de Francisco Villa. Después de la Toma de la ciudad de Chihuahua, estuvo al mando de la guarnición de dicha plaza. En abril de 1914 participó en la Toma de Torreón, pero fue fusilado por las propias autoridades villistas, al parecer a causa de sus desórdenes. 